# An San
An San (coreà: 안산)  (Gwangju, Corea del Sud, 27 de febrer de 2001) és una arquera sud-coreana, especialitzada en el Tir amb arc. Ha participat en els Jocs Olímpics de Tòquio 2020, guanyant 3 medalles d'or en les proves individual, equips femení i equips mixt. Això la va convertir en la primera arquera de la història, tant en categoria femenina com masculina, en aconseguir aquesta fita en unes mateixes olimpíades. En la prova individual va batre el rècord olímpic amb 680 punts, trencant així l'anterior rècord de 673 punts, aconseguit en els Jocs Olímpics d'Atlanta 1996 per la ucraïnesa Lina Herasymenko. A més, ha guanyat 3 medalles (2 d'or) en els Campionats del Món i 1 medalla d'or en la prova d'Equip femení del Campionat d'Àsia.
L'arquera olímpica, va ser víctima d'atacs masclistes per xarxes socials, "recriminant-li que portés els cabells curts i que hagués fet expressions vinculades al feminisme". Això va provocar una allau de suports al país sud-coreà. L'any 2022, la revista Forbes la va incloure en la llista de les 30 persones menors de 30 anys amb més talent, dins de la categoria d'esports i entreteniment, de tot el contintent asiàtic.

## Trajectòria professional
| Jocs Olímpics     | Jocs Olímpics | Jocs Olímpics | Jocs Olímpics |
| ----------------- | ------------- | ------------- | ------------- |
| Any               | Seu           | Posició       | Prova         |
| 2020              | Tòquio        | 1             | Individual    |
| 2020              | Tòquio        | 1             | Equip femení  |
| 2020              | Tòquio        | 1             | Equip mixt    |
| Campionat del Món |               |               |               |
| 2021              | Yankton       | 3             | Individual    |
| 2021              | Yankton       | 1             | Equip femení  |
| 2021              | Yankton       | 1             | Equip mixt    |
| 2023              | Berlín        | 6a posició    | Individual    |
| 2023              | Berlín        | 1/8 de final  | Equip femení  |
| Campionat d'Àsia  |               |               |               |
| 2019              | Bangkok       | 1/4 de final  | Individual    |
| 2019              | Bangkok       | 1             | Equip femení  |